# St. Blasien (Landschaftsschutzgebiet)
Das Landschaftsschutzgebiet St. Blasien ist ein mit Verordnung der Unteren Naturschutzbehörde beim Landratsamt Landkreis Waldshut vom 23. September 2002 ausgewiesenes Landschaftsschutzgebiet (LSG-Nummer 3.37.023).

## Lage und Beschreibung
Das rund 3.575,0 Hektar große Gebiet liegt zwischen St. Blasien und Menzenschwand. Im Süden grenzt das Landschaftsschutzgebiet an das Naturschutzgebiet Feldberg.
Laut Steckbrief handelt es sich um eine eiszeitlich geprägte Landschaft mit felsigen Trogtälern, Karen, Rundhöckerfluren und glazialen Aufschüttungen wie Grund- u. Endmoränen sowie zahlreichen, meist felsigen, waldbewachsenen Kuppen; mit Weidfeldern, Mähwiesen und Waldgebieten; Landschaftsbild von besonderer Eigenart, Vielfalt und Schönheit, in besonderem Maße Erholungsfunktion für die Allgemeinheit; Lebensräume des FFH-Gebietes 8214-303 (Alb zum Hochrhein), insbesondere der landschaftsprägenden Biotope: - Fließgewässer mit flutender Wasservegetation – feuchte Hochstaudenfluren – Blockschutthalden, Felsen, Schlucht- und Hangmischwälder im Albtal unterhalb St. Blasien – Auwälder mit Erle, Esche und Weide (v. a. Grauerlenwälder).
Teile des Schutzgebiets gehören zum FFH-Gebiet Alb zum Hochrhein. Der nordöstliche Teil des Vogelschutzgebiets Südschwarzwald liegt im Landschaftsschutzgebiet.

## Schutzzweck
Schutzzweck ist gemäß Schutzgebietsverordnung die Erhaltung der eiszeitlich geprägten Landschaft mit ihren felsigen Trogtälern, Karen, Rundhöckerfluren und glazialen Aufschüttungen wie Grund- u. Endmoränen sowie der zahlreichen, meist felsigen, waldbewachsenen Kuppen. Mit ihren Weidfeldern, Mähwiesen und Waldgebieten in unterschiedlichen Höhenlagen und Geländeneigungen vermittelt die Landschaft ein Bild von besonderer Eigenart, Vielfalt und Schönheit und erfüllt damit in besonderem Maße ihre Erholungsfunktion für die Allgemeinheit. Das Schutzgebiet dient auch dem Schutz und der Erhaltung der Lebensräume des FFH-Gebietes 8214-303 (Alb zum Hochrhein), insbesondere der landschaftsprägenden Biotope  Fließgewässer mit flutender Wasservegetation feuchte Hochstaudenfluren Blockschutthalden, Felsen, Schlucht- und Hangmischwälder im Albtal unterhalb St. Blasien Auwälder mit Erle, Esche und Weide (v. a. Grauerlenwälder).